# Samson Fainsilber
Samson Fainsilber (n. 18 iunie 1904, Iași – d. 19 decembrie 1983, Paris, Franța), a fost un renumit mim, pictor, caricaturist, scenograf, animator și actor român de teatru, music-hall și de film. Fratele lui a fost Benjamin Fainsilber.
Fiu al jurnalistului ieșean Matei Rusu, a copilărit la Paris, după ce părinții săi au emigrat.
Samson Fainsilber a amintit multora de Eduard de Max, mai ales prin înfățișare.
Primele afirmări teatrale s-au produs la "Theatre des Mathurins", în 1924, cînd, alături de o echipă "Les Cadets", a interpretat rolul titular din piesa lui Victor Eftimiu, "Akim".
A jucat și în Italia, alături de Ida Rubinstein.
După eliberarea Franței, Samson Fainsilber s-a ocupat de emisiuni radiofonice, a organizat cursuri de artă dramatică ("Théâtre École" - 1946) și a fost directorul teatrului din Monte Carlo.
A fost căsătorit cu actrița Simone Paris.
Se stinge din viață la 19 decembrie 1983 la Paris, în urma unei crize cardiace.

## Debut în teatru
- În 1927, la Theatre Odeon, în rolul "Bazile" din "Bărbierul din Sevilla".

## Roluri în teatru (selectiv)
- Akim
- Don Bazile
- Prométhéeu
- Néron
- Polyeucte

## Roluri în film
- "Disparitions"  (1984) TV series .... Willenstein (segment "Rumeurs")
- "Les cinq dernières minutes" .... Charles / ... (2 episodes, 1978-1984)
- Life Is a Bed of Roses (1983) .... Zoltán Forbek
- Le canard sauvage (1982) (TV) .... Le chambellan Balle
- Saint Louis ou La royauté bienfaisante (1982) (TV) .... Le vieux chevalier
- "La vie de Galilée" (1982) TV series .... Le vieux cardinal
- Feu Don Juan (1981) (TV) .... Casanova
- "Papa Poule" (1980) TV series .... M. Pera (1980-1982)
- Docteur Teyran (1980) (TV) .... Poncin
- "Les héritiers" .... Igor / ... (2 episodes, 1978-1979)
- Charles and Lucie (1979) .... Le gobeur d'oeufs
- La nuit de l'été (1979) (TV)
- "Les dossiers éclatés" .... Le président (1 episode, 1979)
- Les moyens du bord (1979) (TV) .... L'évêque
- Subversion (1979)
- "Une femme, une époque" .... (episode "Colette") (1 episode)
- "Émile Zola ou La conscience humaine" (1978) TV mini-series .... Jules
- L'animal (1977) .... Le vieux maquilleur russe
- "Un juge, un flic" .... Le vieux Gaubert (1 episode, 1977)
- "Fachoda" (1977) TV mini-series .... Un député/A deputy
- Providence (1977) .... The Old Man
- La bande à Glouton (1976) (TV) .... Lavigne
- "Nouvelles de Henry James" .... Sir Philipp (1 episode, 1976)
- One Must Live Dangerously (1975) .... L'homme aux oiseaux
- La rôtisserie de la reine Pédauque (1975) (TV) .... M. de la Guéritaude
- No Pockets in a Shroud (1974) .... Gonzague
- Beau-François (1974) (TV) .... Un bourgeois
- "Les faucheurs de marguerites" (1974) TV mini-series .... Weiller
- Stavisky... (1974) .... L'employé au fichier
- "Les dossiers du professeur Morgan" .... Parranquet (1 episode, 1973)
- Don Juan (Or If Don Juan Were a Woman) (1973)
- "Les rois maudits" .... Mortimer le Vieux (1 episode, 1973)
- "Au théâtre ce soir" .... Mangenstein (1 episode, 1971)
- "Thibaud" (1968) TV series .... L'ermite (unknown episodes)
- Valmy (1967) (TV)
- Marie Tudor (1966) (TV) .... Lord Clinton
- "Janique aimée" (1963) TV series .... Molivant
- If Paris Were Told to Us (1956) (uncredited) .... Mazarin
- Royal Affairs in Versailles (1954) (uncredited) .... Le cardinal de Mazarin
- The Village of Wrath (1947)
- Clandestine (1946) .... Dr. Netter
- Dorothy Looks for Love (1945) .... Sylvain
- Whirlwind of Paris (1939)
- She Returned at Dawn (1938)
- The Queen and the Cardinal (1935) .... Conti
- Odette (1935) .... Dario d'Alhucemas
- Gangster malgré lui (1935) .... Marc
- Thirteen Days of Love (1935)
- Le bossu (1934) .... Monsieur de Peyrolles
- The Bread Peddler (1934) .... Castel
- Jocelyn (1933) .... Jocelyn
- Three Musketeers (1933/I) .... Cardinal Richelieu
- Roger la Honte (1933) .... Lucien de Noirville
- Mater dolorosa (1932)
- End of the World (1931) .... Schomburg
- Le requin (1929) .... L'avocat

## Volume publicate
- "L'acteur de théatre" (1945)